# Mljet
Die Insel Mljet [ˈmʎɛt] (italienisch Meleda, lateinisch Melitussa), auch „Odysseus-Insel“ genannt, befindet sich in der kroatischen Adria, etwa 30 km nordwestlich von Dubrovnik.

## Geographie
Mljet ist rund 37 km lang und bis zu 3,2 km breit, die Fläche beträgt 98,01 km². Mit einem Waldanteil von 90 Prozent ist sie eine der am stärksten bewaldeten Inseln im Mittelmeer.
Den westlichen Teil der Insel bildet der Nationalpark Mljet.
Der Nationalpark umfasst den westlichen Teil der Insel, die beiden Seen Veliko jezero und Malo jezero (wörtlich „Großer See“ und „Kleiner See“), die Bucht von Soline und einen 500 Meter breiten Meeresstreifen vom markanten Kap von Mljet mit einer Fläche von 54 km².
Die zentralen Teile des Parks sind der Veliko jezero mit der Insel St. Maria, der Malo jezero und die Dörfer Goveđari, Polače und Pomena;
dazu kommen das umliegende Meeresgebiet einschließlich vorgelagerter Inseln.
Politisch bildet die Insel Mljet heute eine Gemeinde innerhalb der Gespanschaft Dubrovnik-Neretva mit 1088 Einwohnern (Stand 2011) in zahlreichen Siedlungen, die meist im Landesinnern liegen. Hauptort ist die Siedlung Babino Polje im Zentrum der Insel; im Nordwesten liegt Goveđari.

## Geschichte
In der Antike galt die von Illyrern bewohnte Insel als ein berüchtigtes Seeräubernest. Aus diesem Grund überfiel Augustus Mljet, ließ einen Teil der Bevölkerung in die Sklaverei oder auf die Ruderbänke führen, die übrige Bevölkerung töten und die Insel fortan als Verbannungsort nutzen.
Mljet ist neben Malta und (nach einer neueren Theorie, die sich aber auch auf eine örtliche Tradition stützen kann) Kefalonia eine der Inseln, die den Anspruch erhebt, die Insel Melite zu sein, wo nach Apostelgeschichte 27,27 ff.  der Apostel Paulus Schiffbruch erlitt. Dies wird erstmals urkundlich in der Schrift De Administrando Imperio des byzantinischen Kaisers Konstantin VII. Porphyrogenetos erwähnt. Für diese These spricht der Hinweis in Apg 28,2+4 , die Einwohner seien „Barbaren“ (also Nichtgriechen und Nichtrömer) gewesen, allerdings wird der weitere Verlauf der Reise des Apostels mit einem Schiff aus Alexandria, das auf der fraglichen Insel überwintert hatte und dann zuerst nach Syrakus fuhr und von dort weiter nach Rom, als geografisches Argument gegen diese These gesehen.
Seit dem 6. Jahrhundert gehörte Mljet zum Byzantinischen Reich. Die Insel wurde im 8. Jahrhundert in das neu gebildete Thema Dalmatia integriert. Kaiser Konstantin VII. Porphyrogenetos erwähnte Mljet um 950 in seiner schon genannten Schrift De Administrando Imperio als eine der Inseln, die von den slawischen Narentanern beherrscht werden.
1151 kam die Insel in den Besitz der Benediktiner aus Pulsano am Monte Gargano in Apulien, die wiederum die Suzeränität der serbischen Nemanjiden anerkannten. Die Benediktiner gründeten das Kloster St. Marien, die Kirche wurde von Stefan Nemanjić gestiftet. 1357 übereignete der serbische Kaiser Stefan Uroš V. seinem Gefolgsmann Balša I. die Oberhoheit über die Insel. Wenig später bildete sich auf der Insel eine freie Kommune mit eigenen Statuten.
1410 annektierte die Republik Ragusa Mljet. Die Insulaner hatten einen Tribut an die Regierung der Republik zu entrichten. Das Benediktinerkloster stand auch unter der ragusanischen Herrschaft in Blüte. Es war die führende Abtei der nach ihm benannten Congregatio Melitensem, die alle Benediktinerklöster auf dem Gebiet der Republik Ragusa umfasste. Abt Mavro Vetranović war ein bekannter Poet des 16. Jahrhunderts. Im 18. Jahrhundert wurde der Sitz der Kongregation von Mljet nach St. Jakob bei Dubrovnik verlegt und das Inselkloster verlor an Bedeutung. Unter der napoleonischen Herrschaft wurde es im Jahr 1809 aufgelöst. In der österreichischen Zeit war es Sitz der Forstverwaltung und gelangte nach dem Ersten Weltkrieg in den Besitz des Bistums Dubrovnik. Nach 1945 enteignet, wurde das Kloster in den 1950er Jahren, als der Orden die Abtei längst aufgegeben hatte, in ein Hotel verwandelt und seit 1960 in dieser Form genutzt, bis es 1998 an das Bistum restituiert wurde. Seit kurzem wird eine Wiederbelebung des Klosters durch Benediktiner angestrebt. So wurde 2010 von österreichischen Ikonenmalern (Magdalena, Martina und Peter Eichhorn aus Innsbruck) eine Ikone des Heiligen Benedikt geschaffen. Sie hängt heute auf der Säule links vom Altar.
Bereits 1910 wurde ein großer Teil der Insel zum Naturschutzgebiet erklärt, 1958 ein Nationalpark eingerichtet.

## Galerie

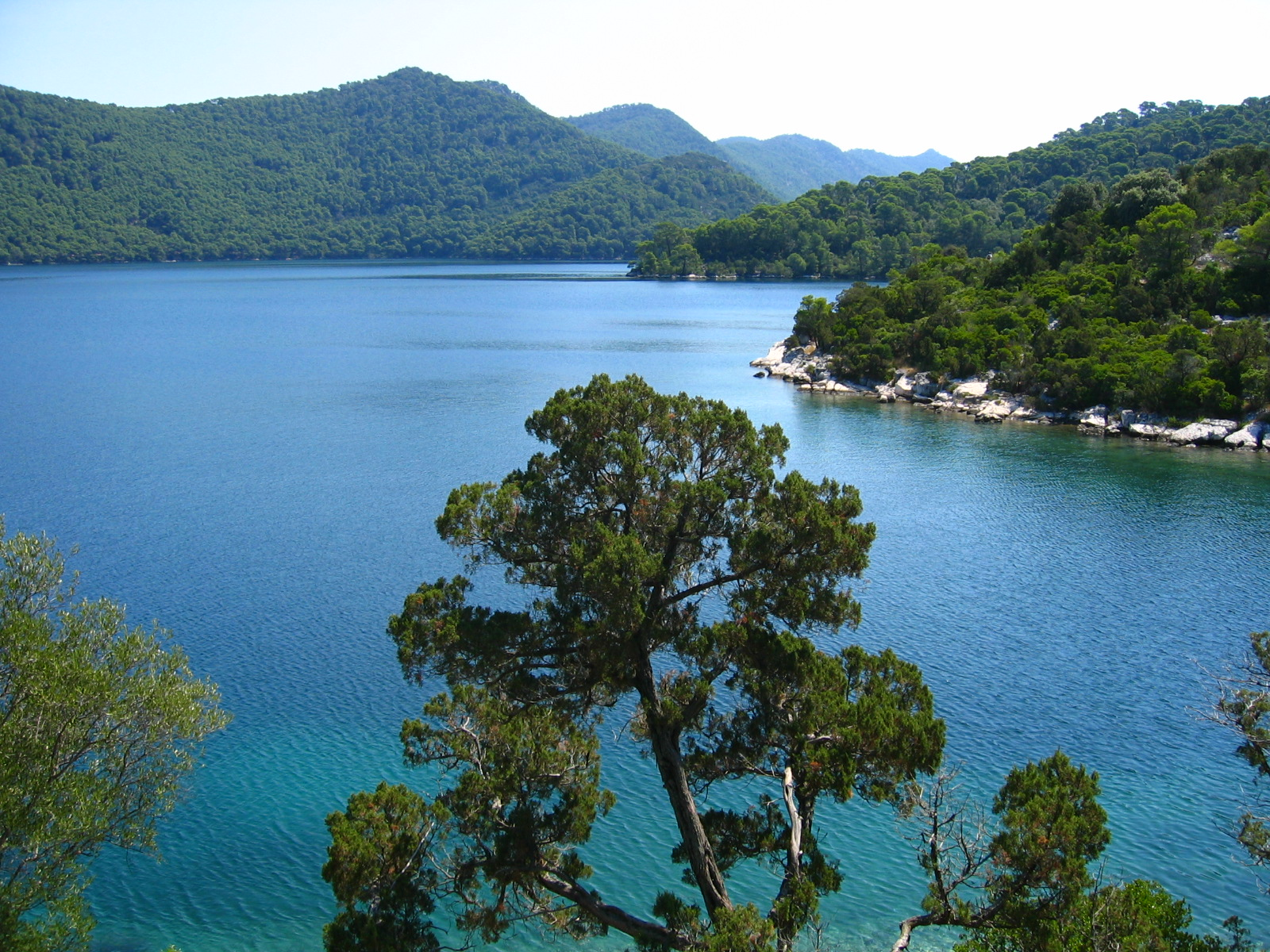
Der große See
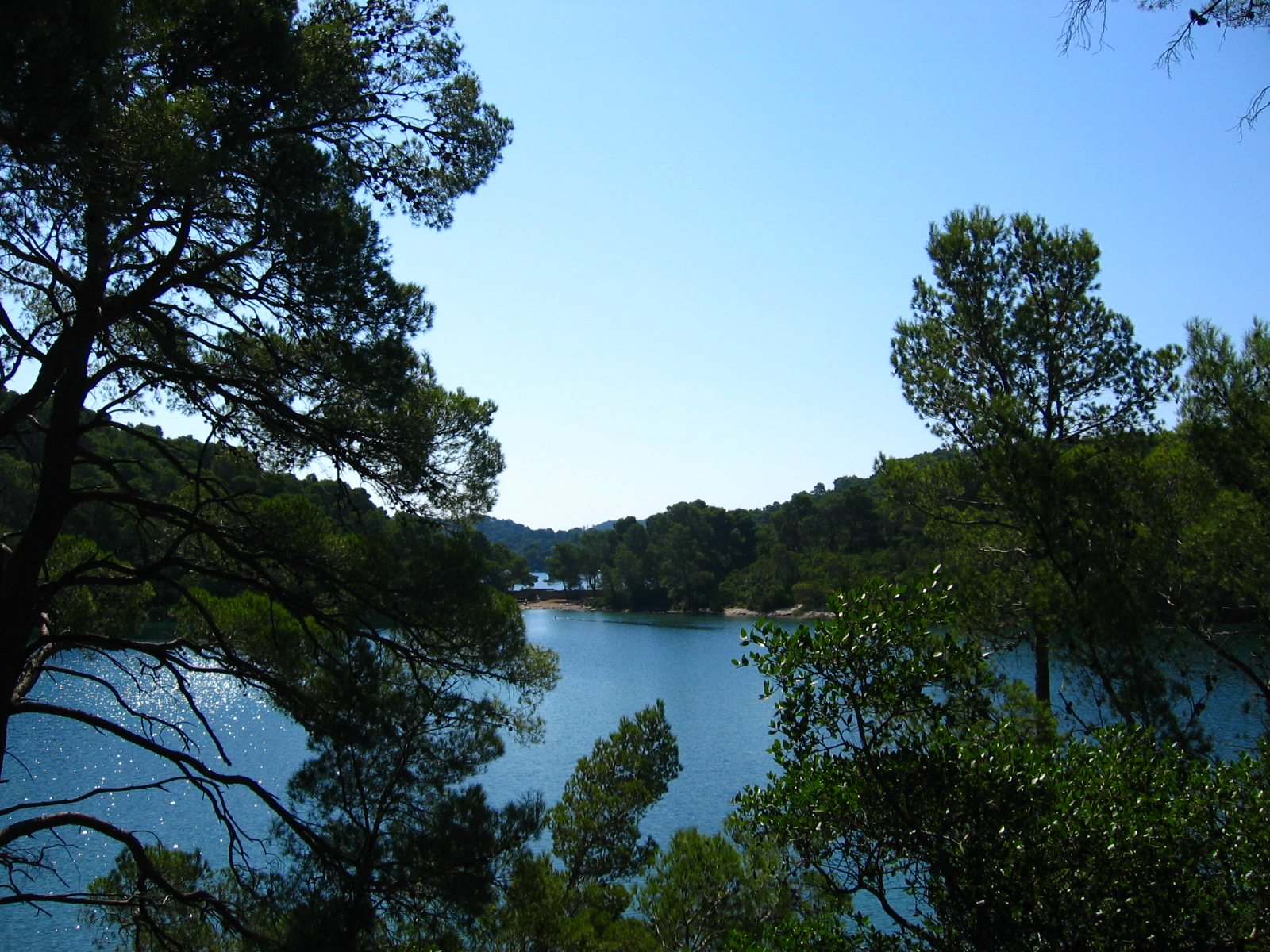
Kleiner See
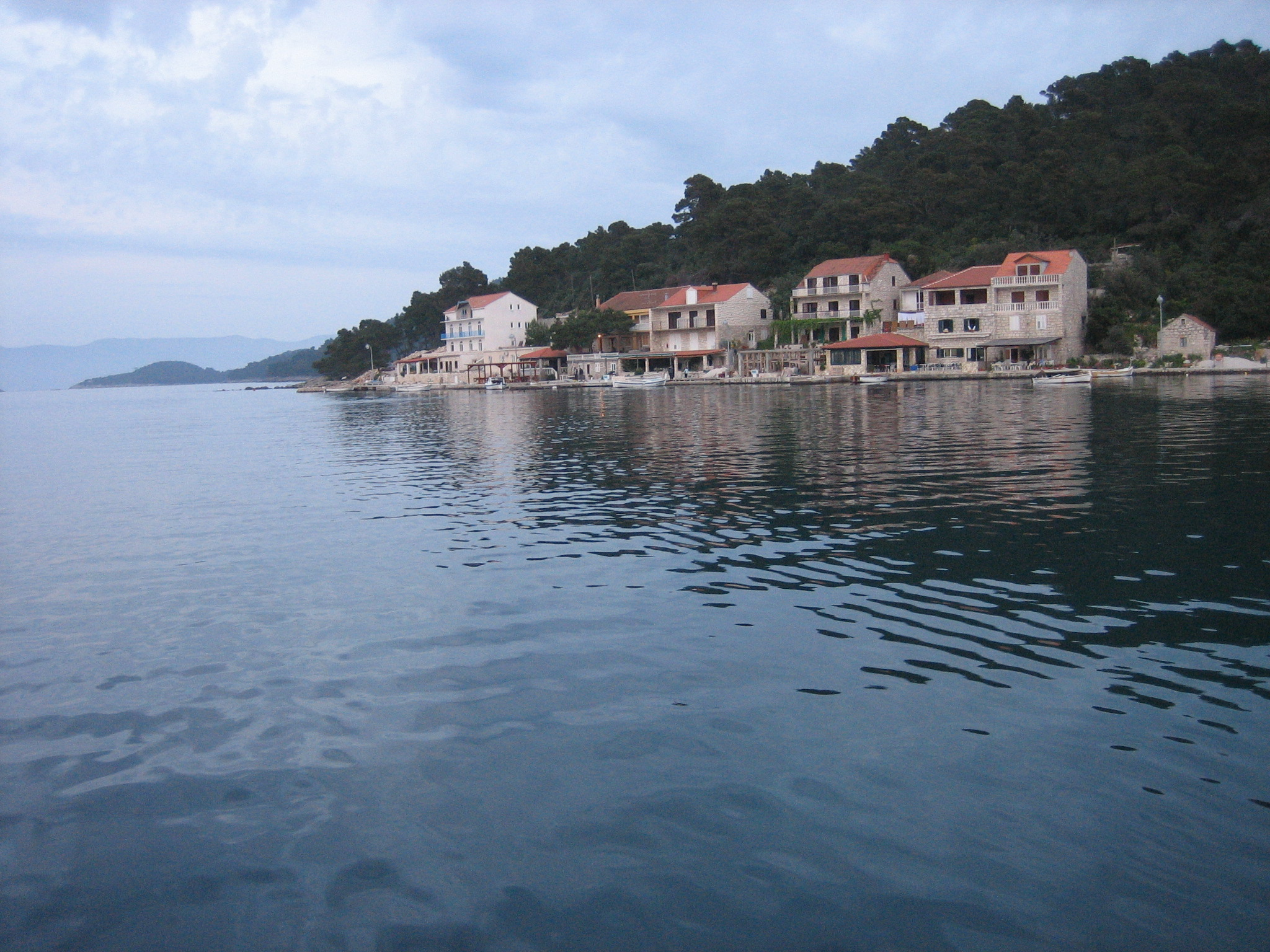
Hafen von Pomena
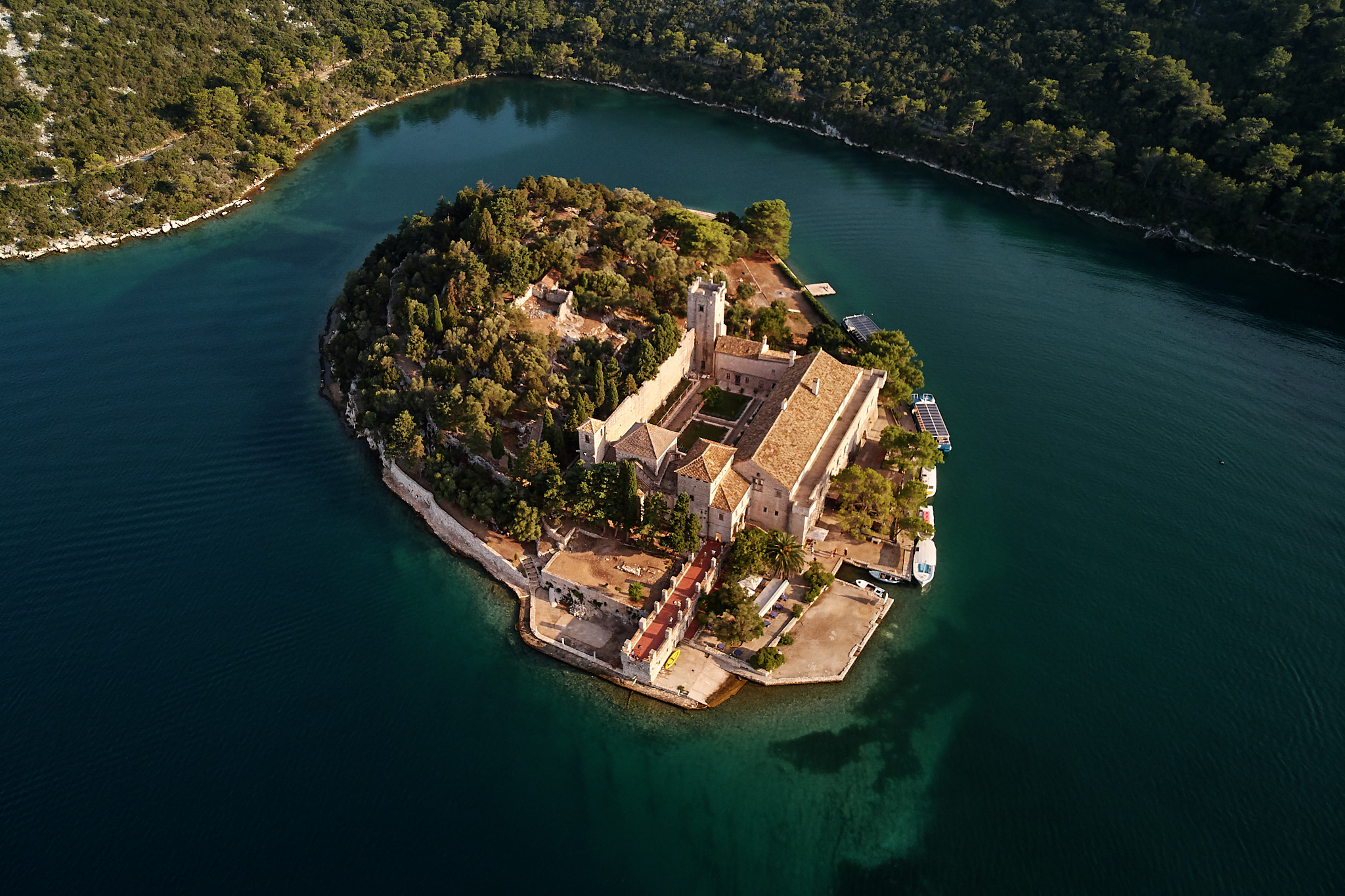
Kloster der Hl. Maria
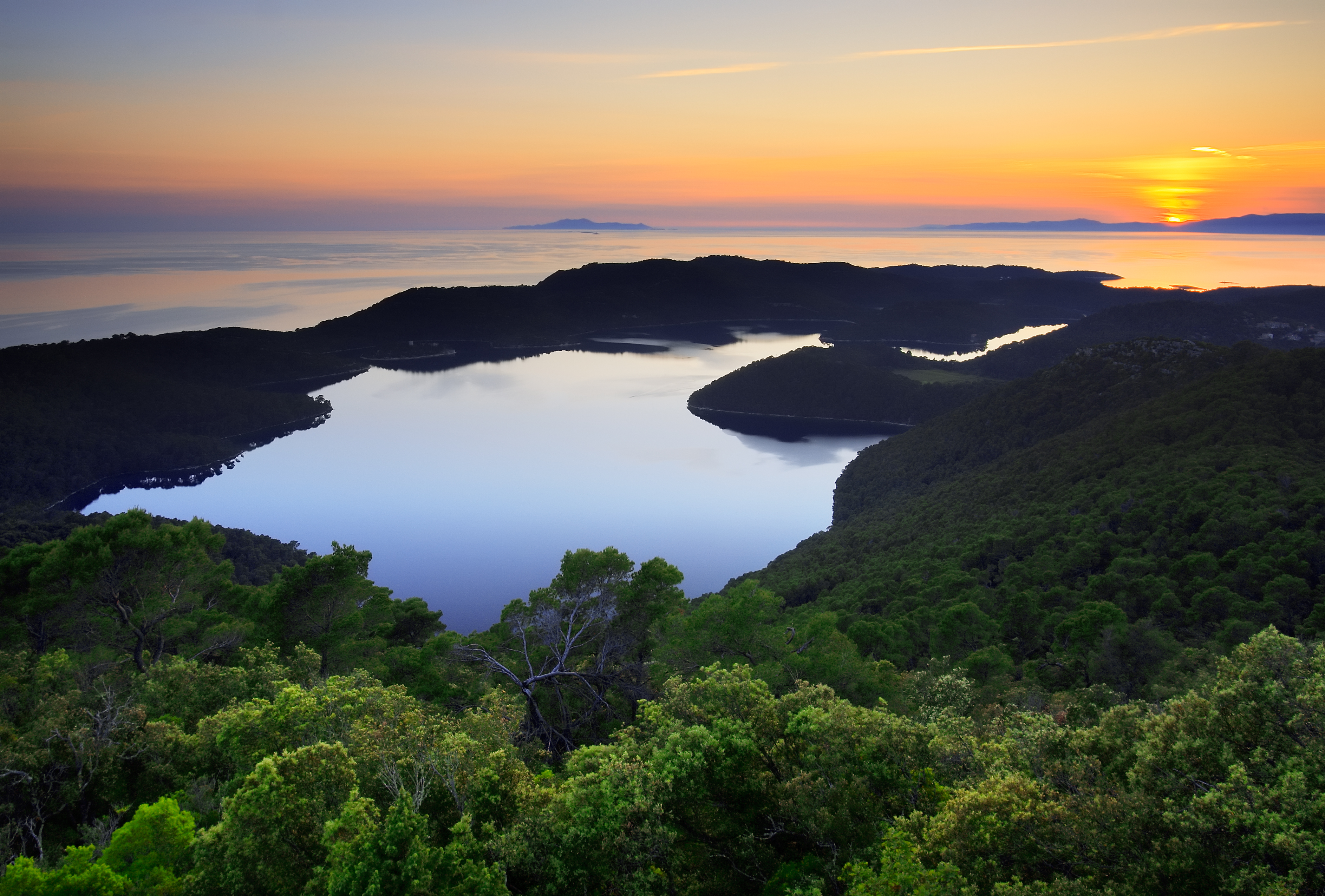
Sonnenuntergang über den Seen